# 543 Charlotte
543 Charlotte eller 1904 OT är en asteroid i huvudbältet, som upptäcktes 11 september 1904 av den tyske astronomen Paul Götz i Heidelberg. Den fick sitt namn efter en vän till upptäckaren.
Asteroiden har en diameter på ungefär 45 kilometer.